# Sabyda
La Sabyda (in russo Сабыда?) è un fiume della Siberia Orientale, affluente di sinistra del Kotuj (ramo sorgentizio della Chatanga). Scorre nel Territorio di Krasnojarsk, in Russia.
Il fiume ha origine alle pendici nord-orientali dell'Altopiano Putorana e scorre dapprima in direzione prevalentemente settentrionale, poi nord-orientale in un'area ricca di laghi. La lunghezza del fiume è di 257 km, l'area del bacino è di 5 320 km². Il fiume sfocia nel Kotuj circa 15 km prima della confluenza con la Cheta quando dà origine alla Chatanga. I suoi maggiori affluenti sono, da sinistra, la Malaja Sabyda (lungo 127 km) e, da destra, il Battagaj (lungo 103 km). 